# Gayton Thorpe
Gayton Thorpe – wieś w Anglii, w hrabstwie Norfolk, w dystrykcie King’s Lynn and West Norfolk. Leży 51 km na zachód od Norwich i 144 km na północ od Londynu.